# 羅馬尼夫卡 (切梅里夫齊區)
49°9′4″N 26°12′31″E / 49.15111°N 26.20861°E
羅馬尼夫卡（烏克蘭語：Романівка），是烏克蘭西部的村莊，隸屬赫梅利尼茨基州的卡緬涅茨-波多利斯基區。該村面積0.92平方公里，海拔高度273米，2001年人口308，人口密度每平方公里336.6人。